# Elecciones a la alcaldía de Moscú de 2023
Las elecciones a la alcaldía de Moscú de 2023 tuvieron lugar el 10 de septiembre de 2023. El alcalde titular Serguéi Sobianin se postuló para un cuarto mandato, siendo reelegido con un 76,85% de los votos. Las elecciones se desarrollaron en paralelo a varios otros comicios regionales y locales en todo el país.

## Resultados
Los resultados fueron:
| Candidatos              | Candidatos              | Partidos                  | Votos     | %     |
| ----------------------- | ----------------------- | ------------------------- | --------- | ----- |
|                         | Serguéi Sobianin        | Rusia Unida               | 2 491 327 | 76,85 |
|                         | Leonid Zyuganov         | Partido Comunista         | 264 644   | 8,16  |
|                         | Boris Chernyshov        | Partido Liberal-Demócrata | 183 132   | 5,65  |
|                         | Vladislav Davankov      | Gente Nueva               | 174 286   | 5,38  |
|                         | Dmitry Gusev            | Rusia Justa               | 128 306   | 3,96  |
|                         |                         |                           |           |       |
| Votos válidos           | Votos válidos           | Votos válidos             | 3 241 695 | 99,40 |
| Votos blancos y nulos   | Votos blancos y nulos   | Votos blancos y nulos     | 19 718    | 0,60  |
| Total                   | Total                   | Total                     | 3 261 413 | 100   |
| Inscritos/participación | Inscritos/participación | Inscritos/participación   | 7 604 055 | 42,89 |